# اورتس ویتلی
اورتس ویتلی (انگلیسی: Aurtis Whitley؛ زادهٔ ۱ مهٔ ۱۹۷۷) یک بازیکن فوتبال اهل ترینیداد و توباگو است.